# N6-метиладенозин
N6-метиладенозин (m6A) є найрозповсюдшенішею модифікацією мРНК та ДНК.Він зустрічається в деяких вірусах, і більшості еукаріотів, включаючи ссавців, комах, рослин  та дріжджів. Він також міститься в тРНК, рРНК та малій ядерній РНК (snRNA), а також кількох довгих некодуючих РНК, таких як Xist.
Метилювання аденозину забезпечується великим m6A метилтрансферазним комплексом, що містить METTL3 як SAM-зв'язуючу субодиницю. In vitro метилтрансферазний комплекс переважно метилює олігонуклеотиди РНК у складі консенсусних сайтів RRAHU . В новітніх дослідженнях було охарактеризовано інші ключові компоненти комплексу m6A-метилтрансферази ссавців, включаючи METTL14  , Wilms tumor 1 associated protein (WTAP) , KIAA1429  та METTL5 . З початку 2010-х років йшла дискусія стосовно динамічності та зворотності m6А-метилування в мРНК і відкриття в 2011 першої m6A-деметилази, fat mass and obesity-associated protein (FTO) підтвердив цю гіпотезу і розпалило інтерес досліджеників. Пізніше було також виявлено другу m6A-деметилазу, гомолог 5 alkB (ALKBH5).
Біологічні функції m6A реалізуються за допомогою спеціалізованних білків, що специфічно розпізнають метильований аденозин і зв'язують РНК у відповідних модифікованиз сайтах..Ці РНК-зв'язуючі білки відповідно називають m6A-рідерами. Сімейство білків із гомологами домену YT521-B (YTH) у своєму складі ( YTHDF1, YTHDF2, YTHDF3 і YTHDC1 ) були охарактеризовані як безпосередні m6A-рідери із спеціалізованим m6A-зв'язуючим сайтом. Інсуліноподібні фактори росту 2-мРНК-зв'язуючі білки 1, 2 та 3 (IGF2BP1–3) розглядаються як новий клас m6A-рідерів..IGF2BP використовують K-гомологічні домени (KH), щоб вибірково розпізнати метильлвані мРНК, та сприяти їх трансляції та стабільності.
Ці m6A-рідери, разом з m6A метилтрансферазами (райтерами) та деметилазами (ерайзерами), складають складний механізм динамічної регуляції метилування мРНК, за допомогою якого райтери та ерайщери визначають розподіл m6A-модифікацій на РНК, тоді як читачі опосередковують m6A-залежні функції.

## Роль N6-метиладенозину у різних організмах

### Дріжджі
У дріжджах, що брунькуються ( Sacharomyces cerevisiae ), гомолог METTL3, IME4 експресується в диплоїдних клітинах у відповідь на нестачу азоту та вуглецю і необхідний для метилювання мРНК та ініціації правильного мейозу та споруляції. мРНК IME1 та IME2, ключових регуляторів мейозу, як відомо, є мішенями для метилювання, як і транскрипти самого IME4.

### Рослини
У рослин більша частина m6A-сайтів знаходиться в межах 150 нуклеотидів до початку poly(A) хвоста.
Мутації MTA, гомолоа METTL3 у Arabidopsis thaliana, призводять до призупинення розвитку ембріона на глобулярній стадії. Зниження рівня m6A-метилування у зрілих рослинах призводить до різкої змінени швидкості росту та гомеотичних відхилень в процесі розвитку квіток.

### Ссавці
Мапінг m6A-метилування у РНК людини та миші виявило понад 18 000 активних m6А-сайтів у транскриптах понад 7000 людських генів з консенсусною послідовністю [G/A/U] [G> A]m6AC[U>A/C] . Локалізація окремих m6A-сайтів у багатьох мРНК дуже схожа між людиною та мишею  повнотранскриптомний аналіз аиявив, що m6A-сайти пов'язані із еволюційно консервативними ділянками мРНК. m6A-сайти переважно зустрічаються у довгих внутрішніх екзонах і в великих кількостях зустрічаються в межах 3 'UTR та навколо стоп-кодонів. m6A-сайти в межах 3 'UTR також пов’язаний з наявністю сайтів зв'язування міРНК; приблизно 2/3 мРНК, які містять m6A-сайти в межах свого 3 'UTR, також мають щонайменше один сайт зв'язування міРНК. Враховуючи всі відомі дані про послідовність та розподіл m6A-сайтів, нова база даних під назвою RMBase виявила ~ 200 000 сайтів N6-метиладенозинів (m6A) у геномах людини та миші.
Точна локалізація m6A-сайтів за допомогою m6A-CLIP/IP  виявила, що більшість m6A-сайтів локалізується в останньому екзоні мРНК та навколо стоп-кодонів, яких також багато в останніх екзонах транскрипту. Переважне розташування m6A-сайтів в останньому екзоні (>= 70%) дозволяє припустити потенційну роль метилування в регуляції формування 3'UTR, включаючи альтернативне поліаденілювання. Поєднання методів m6A-CLIP та фракціонування клітинних компонентів дозволило виявити, що m6A-метилування присутне вже у ранній пре-мРНК і не грає ролі в процесах сплайсингу сплайсингу, але забезпечує регуляцію експорту мРНК до цитоплазми.
m6А-метилування піддається динамічній регуляції як протягом усього розвитку, так і у відповідь на клітинні подразники. Аналіз m6A-сайтів в РНК мозку миші виявив, що рівні m6A-метилування низькі під час ембріонального розвитку і різко зростають у зрілому віці. Крім того, сайленсинг m6A-метилтрансферази суттєво впливає на експресію та процеси альтернативного сплайсингу РНК компонентів сигнального шляху p53 (також відомий як TP53 ) та апоптоз.
Фармакологічне інгібування m6A-метилювання за допомогою міРНК-опосередкованого сайленсингу m6A метилази Mettl3 призвело до подовження циркадного періоду. Навпаки, надекспрессія Mettl3 призвела до зкорочення періоду. Циркадний годинник ссавців, регульований низкою зворотніх зв'язків в регуляції транскрипції має період близько 24 годин, тому надзвичайно чутливий до збурень на етапах процесингу РНК залучених факторів, що залежить від m6A-метилування.